# Bobby Fish
Robert Anthony Fish (Albany, Nueva York; 27 de octubre de 1976) es un luchador profesional estadounidense, más conocido por su nombre en el ring Bobby Fish. Es más conocido por su paso por la AAA, AEW, NJPW, NOAH, ROH y WWE. 
Dentro de sus logros, Fish fue una vez Campeón Mundial Televisivo de la ROH. También es tres veces Campeón Mundial en Parejas de la ROH, dos veces Campeón en Parejas Peso Pesado Junior IWGP y dos veces Campeón de Parejas de NXT, todos ellos junto con Kyle O'Reilly.

## Carrera profesional

### Circuito independiente (2002-2013)
En 2006, Fish pasó a ser parte de Pro Wrestling NOAH. El 19 de mayo, debutó derrotando a Atsushi Aoki. Tras esto, estuvo de gira con NOAH por unos años.
El 16 de enero de 2010, Fish apareció en el primer evento de EVOLVE, donde fue derrotado por Kyle O'Reilly.
En 2010, Fish y Eddie Edwards perdieron ante Ricky Marvin y Taiji Ishimori en la semifinal del torneo de Campeonato de Equipos de peso pesado junior de GHC. Fish participó en el Global League de 2011 donde solo ganó cuatro puntos. En 2012, Fish junto con Eddie Edwards participaron en el NTV G Cup Junior Heavyweight League donde, solo obtuvieron cuatro puntos. En abril de 2013, Fish y Edwards participaron en la Global Tag League, donde fueron eliminados en la primera ronda.

### Ring of Honor (2012-2017)
En Final Battle 2012: Doomsday, Fish formaría un nuevo equipo junto con Kyle O'Reilly llamado reDRagon donde debutaron siendo derrotados por The American Wolves (Eddie Edwards y Davey Richards).

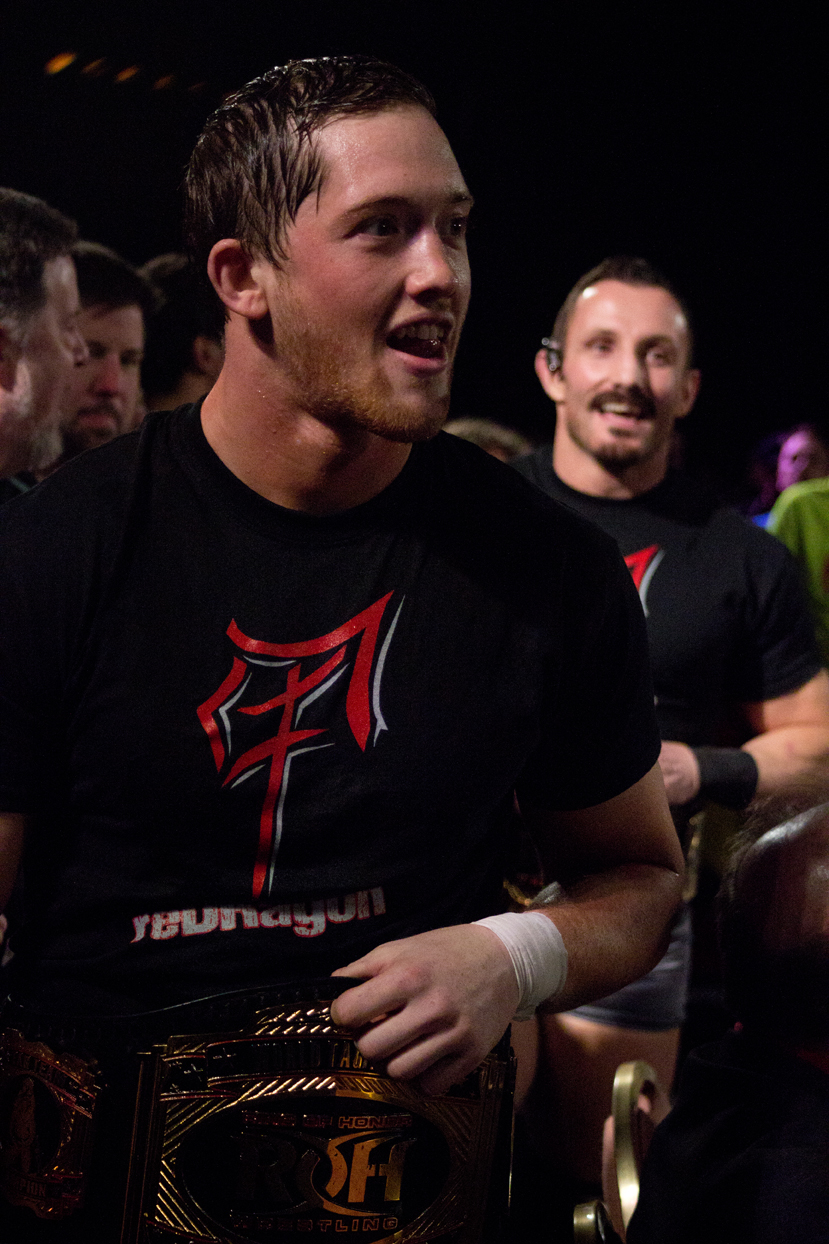
Fish junto con Kyle O'Reilly como Campeones Mundiales en Parejas de ROH.
En ROH 11th Anniversary Show, derrotó junto con O'Reilly a The Briscoe Brothers (Jay y Mark), ganando el Campeonato Mundial en Parejas de ROH. En Supercard of Honor VII, derrotaron a The American Wolves, reteniendo los títulos. Posteriormente, derrotaron a Alabama Attitude (Corey Hollis y Mike Posey), donde retuvieron los campeonatos. En Best of the World, derrotaron a C&C Wrestle Factory (Caprice Coleman y Cedric Alexander) y SCUM (Cliff Compton y Rhett Titus) en un Three-way Tag team Match, donde conservaron los títulos nuevamente.
El 27 de julio en ROH, fueron derrotados por Forever Hooligans (Alex Koslov y Rocky Romero), perdiendo los títulos. En Manhattan Mayhem V, derrotaron a The American Wolves, ganando por segunda vez, el Campeonato Mundial en Parejas de ROH. En Death Before Dishonor XI, fue vencido junto con Bobby Fish Matt Taven y Michael Bennett por ACH, Tadarius Thomas, Caprice Coleman y Cedric Alexander. Durante los siguientes meses, reDRagon defendió los títulos contra equipos como C&C Wrestle Factory, The Forever Hooligans, y Jay Lethal & Michael Elgin. En Final Battle, derrotaron a Outlaw, Inc. (Homicide y Eddie Kingston).

#### 2014-2015
En ROH 12th Anniversary Show, derrotaron a Adrenaline Rush (ACH y Tadarius Thomas), reteniendo los títulos. En Supercard of Honor VIII, derrotaron a Forever Hooligans y a Hanson y Raymond Rowe. en un Three-way Tag team Match. En Raising the Bar, fueron derrotados por The Young Bucks (Matt y Nick Jackson), perdiendo nuevamente los títulos. En War of the Worlds, derrotaron a The Young Bucks, ganando por tercera vez el Campeonato Mundial en Parejas de ROH. El 7 de junio en ROH, retuvieron los títulos ante The Briscoe Brothers. En Best of the World 2014, derrotaron a Christopher Daniels y Frankie Kazarian donde los títulos estaban en juego. En All Star Extravaganza VI, derrotaron a The Young Bucks en un 2-out-of-3 falls Match, reteniendo los campeonatos. Posteriormente, participaron en el ROH Tag Wars Tournament donde llegaron a la fase final. Esa misma noche, derrotaron a ACH y Matt Sydal, The Addiction (Daniels y Kazarian) y The Briscoes donde retuvieron los títulos y ganaron el torneo. En Final Battle, derrotaron a Time Splitters (Alex Shelley y Kushida).
En ROH 13th Anniversary Show, derrotaron nuevamente a The Young Bucks. En Supercard of Honor IX, vencieron a The Kingdom (Matt Taven y Michael Bennett). El 4 de abril en ROH, fueron derrotados por The Adicction, perdiendo los títulos. En Best in the World, fueron derrotados por The Addiction. Tras esto, O'Reilly y Fish formaban equipo esporádicamente ya que O'Reilly empezó a tener roces con Adam Cole mientras que Fish iba tras el Campeonato Mundial Televisivo de la ROH. En War of the Worlds, derrotaron a Hiroshi Tanahashi y Jushin Thunder Liger. Luego, fue derrotado por Tetsuya Naito. En Best in the World, fueron derrotados por The Addiction (Christopher Daniels y Frankie Kazarian) en un No Disqualification Tag Team Match. En Field of Honor, fueron derrotados por Jay Lethal y Shinsuke Nakamura.
En All Star Extravaganza VII, Fish fue derrotado por Jay Lethal por el Campeonato Mundial Televisivo de la ROH. Esa misma noche, O'Reilly fue derrotado por Lethal por el Campeonato Mundial de la ROH. En Survival of the Fittest: Night 1, fueron derrotados por The Kingdom (Matt Taven y Michael Bennett). En Survival of the Fittest: Night 2, derrotaron a The House of Truth (Jay Lethal y Donovan Dijak). En Final Battle, fueron derrotados junto con The Kingdom por The Young Bucks en un Three-way Philadelphia Street Fight Match.

#### 2016-2017
En ROH 14th Anniversary Show, fue derrotado junto con Roderick Strong por Tomohiro Ishii por el Campeonato Mundial Relevisivo de la ROH. Al día siguiente, junto con Bobby Fish, derrotaron a Chaos. En Global Wars, derrotó a Ishii, ganando el Campeonato Mundial Televisivo de la ROH. En Best in the World, derrotó a Dalton Castle, conservando el título. En Death Before Dishonor XIV, derrotó a Jay Briscoe. En Field of Honor, derrotó a Evil. En All Star Extravaganza VIII, venció a Donovan Dijak.
En Glory by Honor XV, O'Reilly volvió a formar equipo con Bobby Fish para derrotar a Adam Cole y Hangman Page.
En Survival of the Fittest, derrotó a Kenny King. Después en ese mismo evento, venció a Lio Rush, Punishment Martinez, Jax Dane, Dalton Castle y The Panther, ganando una oportunidad por ser retador #1 al Campeonato Mundial de la ROH.
El 18 de noviembre en Reach for the Sky Tour 2016, fue derrotado por Will Ospreay, perdiendo el título. En Manhattan Mayhem VI., fue derrotado por Adam Cole por el Campeonato Mundial de la ROH.
En ROH 15th Anniversary Show, fue derrotado por Jay Lethal. Tras esto, en marzo, Fish anunció su salida de ROH.

### New Japan Pro-Wrestling (2014-2017)

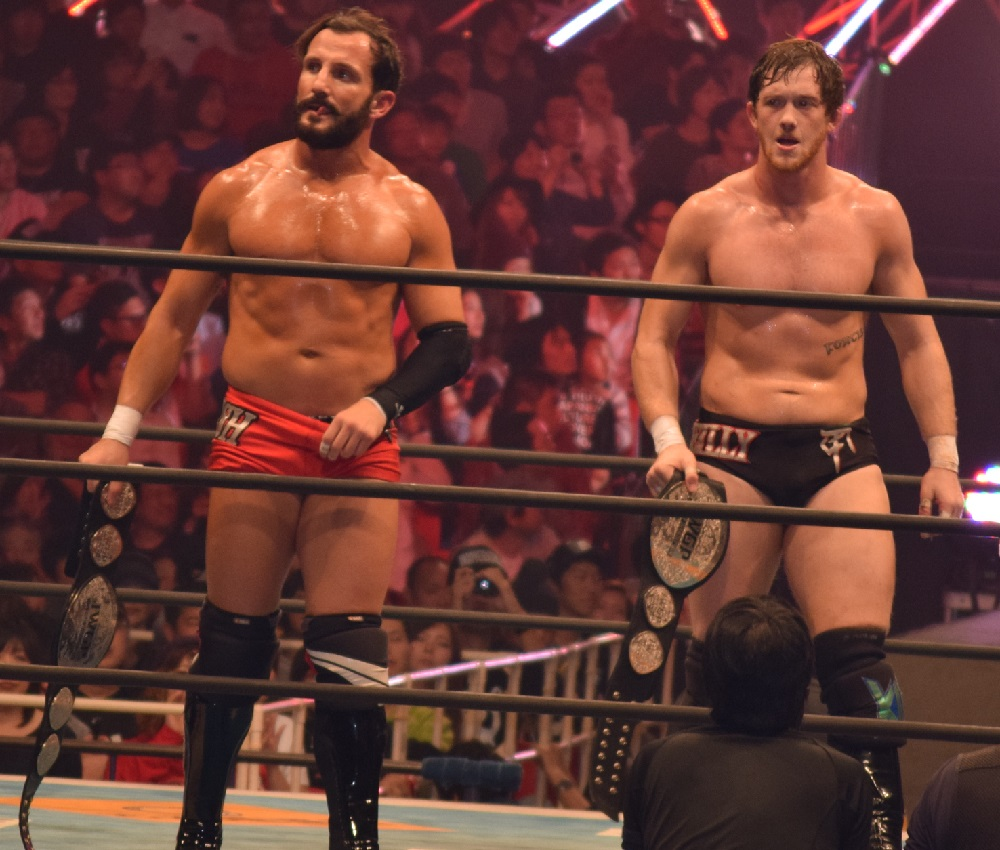
Fish y O'Reilly como Campeones Junior Pesados en Parejas IWGP.

Debido a los convenios entre ROH y NJPW, el 10 de agosto, reDRagon tuvo una aparición especial siendo derrotados por Time Splitters (Alex Shelley y Kushida) por el Campeonato Junior Pesado en Parejas IWGP.
El 25 de octubre, O'Reilly y Fish fueron anunciados como participantes del Super Jr. Tag Tournament 2014. El 3 de noviembre, reDRagon derrotó a The Young Bucks, ganando el torneo. En Power Struggle, reDRagon derrotó a Time Splitters, ganando el Campeonato Junior Pesado en Parejas IWGP.

#### 2015
En Wrestle Kingdom 9 en Tokyo Dome, derrotaron a Forever Hooligans, Time Splitters y The Young Bucks en un Four-way Tag Team Match. En The New Beginning en Osaka, O'Reilly y Fish fueron derrotados junto con Time Splitters por The Young Bucks en un Three-way Tag Team Match, perdiendo los títulos.
Unos meses después en Wrestling Dontaku, regresaron para ser parte de un Three-way Match por el Campeonato Junior Pesado en Parejas IWGP, donde estaban The Young Bucks y Roppongi Vice (Beretta y Rocky Romero) pero no lograron ganarlos. Más tarde ese mes, O'Reilly entró en Best of the Super Juniors 2015. Logró avanzar a las finales, siendo derrotado por Kushida. En Dominion 7.5 in Osaka-jo Hall, volvió a unirse con Fish para enfrentarse a The Young Bucks y Roppongi Vice por el Campeonato Junior Pesado en Parejas IWGP pero fueron nuevamente derrotados.
El 16 de agosto, reDRagon derrotó a The Young Bucks, ganando por segunda vez el Campeonato Junior Pesado en Parejas IWGP. En King of Pro-Wrestling, derrotaron a Roppongi Vice, reteniendo los títulos. En Power Struggle, O'Reilly junto a Fish, Alex Shelley y Kushida derrotaron a Bullet Club. En Wrestle Kingdom 10 in Tokyo Dome, fueron derrotados por The Young Bucks en un Four-way Tag Team Match, donde estuvieron Roppongi Vice y Matt Sydal & Ricochet, perdiendo los títulos.

#### 2016-2017
En The New Beginning in Osaka, reDRagon fue derrotado junto con The Young Bucks por Matt Sydal & Ricochet. En The New Beginning in Niigata, derrotaron a Chaos (Gedo y Kazushi Sakuraba). Después de esto, O'Reilly y Fish formaron alianza con Katsuyori Shibata para enfrentarse a The Elite (Kenny Omega y The Young Bucks). En Honor Rising: Japan, O'Reilly, Fish y Shibata fueron derrotados por The Elite en un Six-man Tag Team Match.

### WWE (2017-2021)

#### NXT Wrestling (2017-2021)
El 23 de junio en NXT, Fish tuvo una aparición especial donde fue derrotado por Aleister Black.
En NXT TakeOver: Brooklyn III, Fish junto con Kyle O'Reilly debutaron atacando a The Authors of Pain (Akam y Rezar) y a SAni†Y (Eric Young y Alexander Wolfe) y al finalizar, también atacaron juntos y Adam Cole a Drew McIntyre, mostrándose como heel. El 30 de agosto en NXT, nuevamente apareció para atacar junto con O'Reilly y Cole a McIntyre.
El 13 de septiembre en NXT, se presentó junto con Cole y O'Reilly para atacar a Pete Dunne después de que este retuviera el Campeonato Británico de la WWE ante Wolfgang. A esta aparición, WWE denominó al nuevo stable como "The Undisputed Era". El 20 de septiembre en NXT, debutó derrotando junto a O'Reilly a Trent Seven y Tyler Bate. Después de la lucha, huyeron de McIntyre, quien salió para confrontarlo para luego ser atacados por SAni†Y.
El 27 de septiembre en NXT, interfirió con O'Reilly a favor de Cole en su lucha contra Eric Young. El 18 de octubre en NXT; Fish, O'Reilly y Cole debían enfrentarse a SAnitY pero fueron interrumpidos por The Authors of Pain. El 1 de noviembre en NXT, nuevamente aparecieron para interrumpir la lucha entre SAnitY y The Authors of Pain pero fueron atacados por Roderick Strong. Tras esto, William Regal anunció que The Undisputed Era se enfrentaría ante SAnitY y The Authors of Pain & Roderick Strong en un WarGames Match (tipo de lucha que no se veía desde la WCW). En NXT TakeOver: WarGames, vencieron a The Authors of Pain & Roderick Strong y SAnitY.
El 27 de diciembre en NXT, interfirió con O'Reilly y Cole en el Fatal 4-way Match entre Aliester Black, Johnny Gargano, Lars Sullivan y Killian Dain, donde Cole le costó la victoria a Black de ganar dicha lucha.
El 10 de enero en NXT, The Undisputed Era fueron retados por Black y Strong por los Campeonatos en Parejas de NXT. Esa misma noche, O'Reilly y Fish derrotaron a Black y Strong después de que Cole distrajera a Black. En NXT TakeOver: Philadelphia, O'Reilly y Fish derrotaron a The Authors of Pain para retener los títulos. Esa misma noche, intervino junto a Fish en la lucha entre Cole y Black pero fueron atacados por SAnitY.
El 4 de marzo, Fish sufrió un desgarro del ligamento cruzado anterior (ACL) y un desgarro del ligamento cruzado anterior (MCL) en la rodilla izquierda en un House show. A razón de esto, Cole tomó su lugar como campeón bajo la freebird rule. En NXT TakeOver: New Orleans, apareció para felicitar a Cole, O'Reilly después de que éstos derrotaran a Strong & Dunne y The Authors of Pain en un Triple Threat Match, donde retuvieron los títulos y además, ganaron el Dusty Rhodes Tag Team Classic; todo esto luego de que Strong traicionara a Dunne.
El 6 de agosto, Fish fue liberado de su contrato con la WWE.

### Major League Wrestling (2021)
Fish fue anunciado para aparecer en Major League Wrestling, donde debutó como participante en el torneo Opera Cup en Fightland, derrotando a Lee Moriarty en los cuartos de final antes de perder ante Davey Richards en la semifinal.

### All Elite Wrestling (2021-2022)
Fish hizo su debut en All Elite Wrestling (AEW) el 6 de octubre de 2021 en Dynamite, donde desafió sin éxito a Sammy Guevara por el Campeonato TNT de AEW. Tras el evento, se anunció que había firmado un contrato con la empresa.

### Lucha Libre AAA Worldwide (2021)
El 4 de diciembre de 2021, Fish hizo su aparición especial en la AAA en Triplemanía Regia II como representante de AEW a
en una lucha por el Megacampeonato de AAA contra Bandido, Jay Lethal y Samuray del Sol, en donde salió derrotado ante El Hijo del Vikingo.

## En lucha
- Movimientos finales
  - Fish Hook (Heel Hook)
  - Flying Fish Hook (High knee)
  - Sleeps With The Fishes (Spin kick)
  - Double jump moonsault
  - Diving headbutt

- Movimientos de firma
  - Sitout suplex slam , algunas veces desde la segunda cuerda
  - Space Rolling Elbow ( Cartwheel back elbow to a cornered opponent)
  - Crossface
  - Сross armbreaker
- Apodos
  - "The Burden"
  - "The Round Eye Samurai"
  - "The Infamous"
  - "Bobby Pescado"

## Campeonatos y logros
- New Japan Pro Wrestling/NJPW
  - IWGP Junior Heavyweight Tag Team Championship (2 veces) - con Kyle O'Reilly
  - Super Junior Tag Tournament (2014) – con Kyle O'Reilly

- Ring of Honor/ROH
  - ROH World Television Championship (1 vez)
  - ROH World Tag Team Championship (3 veces) - con Kyle O'Reilly
  - Tag Wars Tournament (2014) - con Kyle O'Reilly

- World Wrestling Entertainment/WWE
  - NXT Tag Team Championship (2 veces) - con Kyle O'Reilly
  - NXT Year–End Award (1 vez)
    - Equipo del Año (2019) - con Kyle O'Reilly
    - Equipo del Año (2020) Colectivo con The Undisputed Era

- Pro Wrestling Illustrated
  - Situado en el Nº303 en los PWI 500 de 2008[3]
  - Situado en el Nº280 en los PWI 500 de 2009[4]
  - Situado en el Nº369 en los PWI 500 de 2012[5]
  - Situado en el Nº81 en los PWI 500 de 2013[6]
  - Situado en el Nº72 en los PWI 500 de 2014[7]
  - Situado en el Nº45 en los PWI 500 de 2015[8]
  - Situado en el Nº26 en los PWI 500 de 2016[9]
  - Situado en el Nº53 en los PWI 500 de 2017[10]
  - Situado en el Nº94 en los PWI 500 de 2018
  - Situado en el N°93 en los PWI 500 de 2019
  - Situado en el N°122 en los PWI 500 de 2010